# Bocce ai XIV Giochi del Mediterraneo
I tornei di Bocce ai XIV Giochi del Mediterraneo hanno previsto l'assegnazione di un totale di 4 medaglie d'oro nelle tre diverse specialità dello sport:
- Pétanque (doppio e triplo)
- Volo (tiro progressivo e di precisione)

## Risultati

### Uomini
| Evento             | Oro                                               | Argento                                                   | Bronzo                                             |
| Petanque           |                                                   |                                                           |                                                    |
| Doppio             | Francia Philippe Quintais Philippe Suchaud        | Italia Stefano Bruno Gianni Laigueglia                    | Spagna Jordi Martinez Eduardo Reina                |
| Triplo             | Spagna Jordi Martinez Eduardo Reina Antonio López | Francia Philippe Quintais Philippe Suchaud Ludovic Labrue | Tunisia Tarak Lakili Khaled Lakhal Mohamed Ferjani |
| Volo               |                                                   |                                                           |                                                    |
| Tiro di precisione | Damjan Sofronievski                               | Sandro Gulja                                              | Sergio Guaschino                                   |
| Tiro Progressivo   | Frederic Maugiron                                 | Walid Klai                                                | Bojan Novak                                        |

## Medagliere
| Posizione | Paese    |   |   |   | Totale |
| --------- | -------- | - | - | - | ------ |
| 1         | Francia  | 2 | 1 | 0 | 3      |
| 2         | Spagna   | 1 | 0 | 1 | 2      |
|           | Slovenia | 1 | 0 | 1 | 2      |
| 4         | Italia   | 0 | 1 | 1 | 2      |
| 5         | Tunisia  | 0 | 1 | 1 | 2      |
| 6         | Croazia  | 0 | 1 | 0 | 1      |
| Totale    | Totale   | 4 | 4 | 4 | 12     |